# روزان آلاوردیان

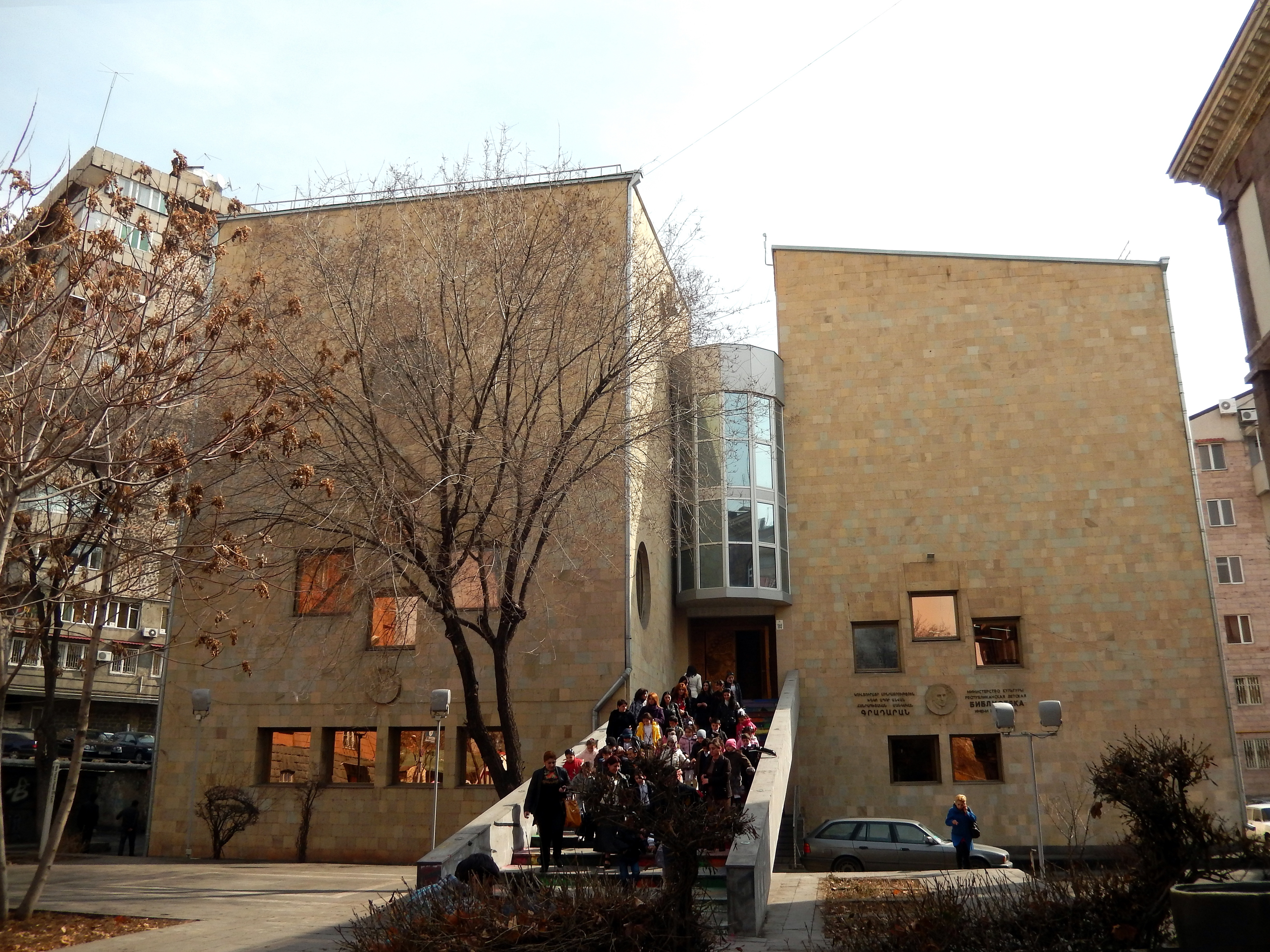

روزان رازمیکی آلاوردیان (ارمنی: Ռուզան Ռազմիկի Ալավերդյան؛  زادهٔ ۲۵ ژانویهٔ ۱۹۴۶ - درگذشته ۲۷ دسامبر ۲۰۱۷) معمار اهل ارمنستان بود.

## زندگی‌نامه
وی در ۲۵ ژانویهٔ ۱۹۴۶ در ایروان به دنیا آمد و از دانشگاه دولتی ایروان (۱۹۷۰) فارغ‌التحصیل گشت. وی در یروان‌ناخاگیتس فعالیت می‌کرد. وی همچنین برندهٔ جوایزی همچون نشان آنانیا شیراکاتسی، مدال یادبود نخست‌وزیر ارمنستان (۲۰۱۲) و مدال برای خدمت به میهن (درجه دو) شده است. وی در ۲۷ دسامبر ۲۰۱۷ در سن ۷۱ سالگی در ایروان درگذشت.

## آثار
- کتابخانه کودکان خنکو آپر